# Cantonul Cachan
Cantonul Cachan este un canton din arondismentul L'Haÿ-les-Roses, departamentul Val-de-Marne, regiunea Île-de-France, Franța.

## Comune
- Cachan